# Samantha Miquel i Álvarez
Samantha Miquel Álvarez (Ripollet, Vallès Occidental, 7 de gener de 1983) és una jugadora de waterpolo catalana, ja retirada.
Va començar practicant la natació a Ripollet i, posteriorment, al CN Sabadell, on finalment va formar-se en el waterpolo. Amb el club sabadellenc, va guanyar una Lliga catalana, vuit Lligues espanyoles i sis Copes de la Reina entre 2000 i 2009. També va participar en competicions europees com la Copa d'Europa o la LEN Trophy. Internacional amb la selecció espanyola en categoria júnior, va aconseguir una medalla de bronze al Campionat d'Europa de 2003 i al del Món de 2004. En categoria absoluta, va ser internacional en quaranta-sis ocasions destacant la seva participació al Campionat del Món de 2005 i en diferents edicions de la Lliga Mundial. Degut a una lesió d'espatlla, va retirar-se de la competició esportiva als 26 anys. Entre d'altres distincions, va rebre el 2007 la medalla d'argent de serveis distingits de la Reial Federació Espanyola de Natació.

## Palmarès
Clubs
- 8 Lliga espanyola de waterpolo femenina: 1999-00, 2000-01, 2001-02, 2003-04, 2004-05, 2006-07, 2007-08 i 2008-09
- 6 Copa espanyola de waterpolo femenina: 2000-01, 2001-02, 2003-04, 2004-05, 2007-08 i 2008-09
- 1 Lliga catalana de waterpolo femenina: 2001-02